# Moeche
Moeche ist eine spanische Gemeinde in der Autonomen Gemeinschaft Galicien. Moeche ist auch eine Stadt und eine Parroquia, Der Verwaltungssitz der Gemeinde ist San Roman. Die 1.200 Einwohner (Stand: 2024), leben auf einer Fläche von 48,50 km², rund 67 km von der Provinzhauptstadt A Coruña entfernt.

## Bevölkerungsentwicklung der Gemeinde
Quelle: INE-Archiv – grafische Aufarbeitung für Wikipedia

## Gemeindegliederung
Die Gemeinde Moeche ist in fünf Parroquias gegliedert:
| Parroquias           | Patrozinium | Einwohner 2024 | Fläche km² | Dichte Einw./km² | Höhe msnm | Ortskennzahl |
| -------------------- | ----------- | -------------- | ---------- | ---------------- | --------- | ------------ |
| Abade                | Santiago    | 288            | 9,88       | 29               | 231       | 15049010000  |
| Labacengos           | Santa María | 225            | 12,64      | 18               | 256       | 15049020000  |
| San Xoán de Moeche   | San Xoán    | 344            | 7,03       | 49               | 150       | 15049040000  |
| San Xurxo de Moeche  | San Xurxo   | 216            | 9,72       | 22               | 114       | 15049030000  |
| Santa Cruz de Moeche | Santa Cruz  | 133            | 9,18       | 14               | 114       | 15049050000  |

## Wirtschaft
| Ackerbau, Viehzucht und Fischerei                                                  | 071 | 015,92 |
| Industrie                                                                          | 078 | 017,49 |
| Bauwirtschaft                                                                      | 053 | 011,88 |
| Dienstleistungsbetriebe                                                            | 244 | 054,71 |
| Total                                                                              | 446 | 100,00 |
| * Daten aus dem Statistischen Amt für Wirtschaftliche Entwicklung in Galicien, IGE |     |        |

## Sehenswürdigkeiten

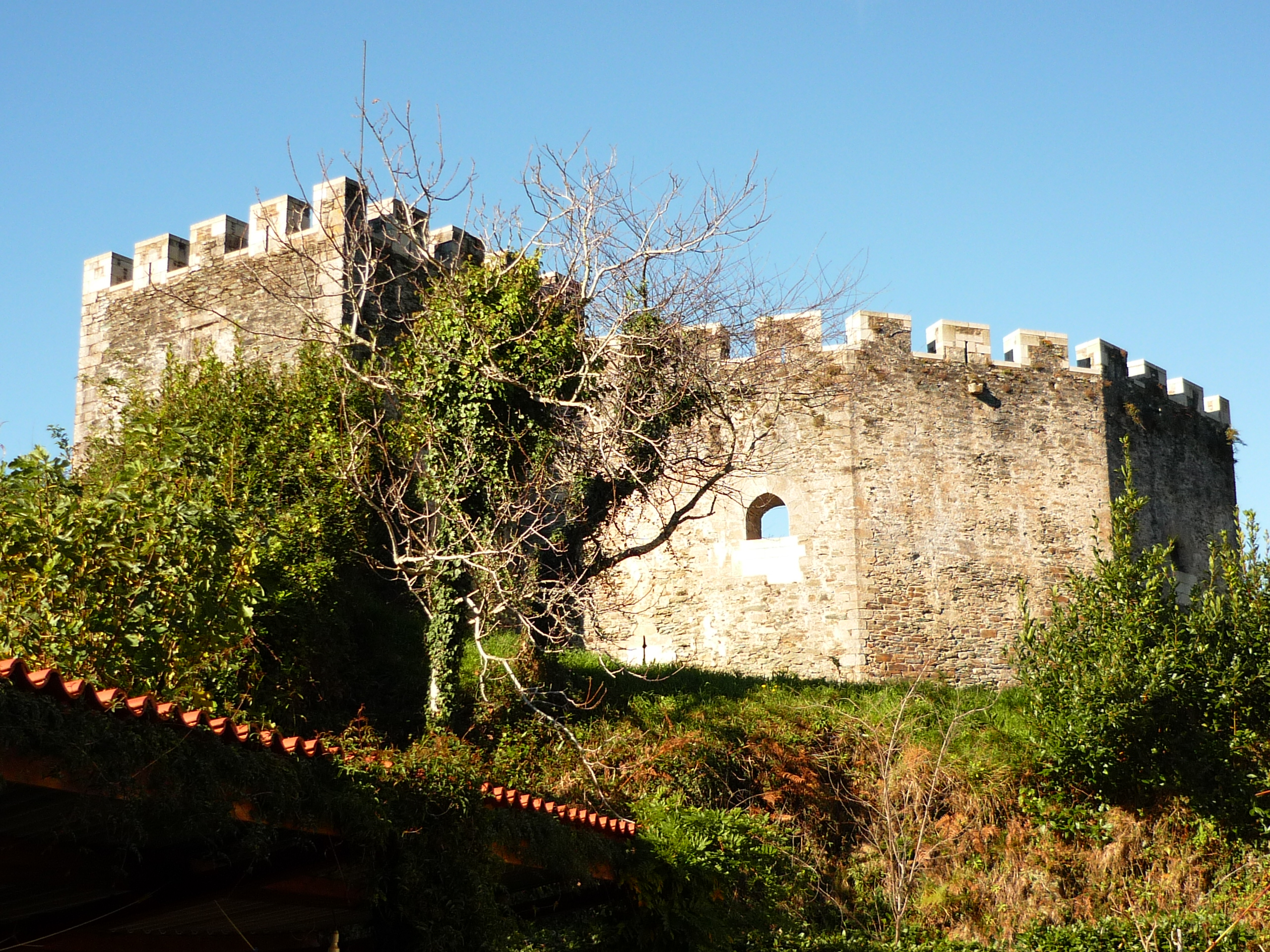
Burg von Moeche

- Pfarrkirchen der Parroquias bieten einen Einblick in die religiöse Architektur der Region
- Die Burg von Moeche sowie zahlreiche Einsiedeleien und Hórreos aus mehreren Jahrhunderten finden sich in der ganzen Gemeinde